# CSB 9004
Tàu Cảnh sát biển 9004 (CSB 9004) là dạng tàu đa năng có thiết kế tiên tiến, hiện đại đáp ứng đầy đủ các tiêu chuẩn quốc tế, có nhiệm vụ tuần tra bảo vệ chủ quyền biển đảo, thực thi pháp luật trên các vùng biển và thềm lục địa Việt Nam; tham gia tìm kiếm cứu nạn trên vùng biển Việt Nam và quốc tế, cứu kéo các tàu bị nạn có lượng dãn nước đến 2200 tấn; thực hiện nhiệm vụ chuyển quân, chi viện hậu cần cho các lực lượng hoạt động trên biển đảo và các nhiệm vụ khác.